# David Bueno de Mesquita
David Abraham Bueno de Mesquita (Amsterdam, 23 maart 1889 – Florence, 12 december 1962) was een Nederlandse beeldend kunstenaar. Hij aquarelleerde, etste, lithografeerde, schilderde, tekende en illustreerde veel boeken en vooral kinderboeken, waarvoor hij in de meeste gevallen ook als boekbandontwerper optrad.
Bueno de Mesquita was leerling van de Rijksnormaalschool voor Teekenonderwijzers in Amsterdam. In de periode van 1909 tot 1913 studeerde hij aan de Rijksacademie in Amsterdam.
D.A. Bueno de Mesquita woonde en werkte in Amsterdam, Rome en Madrid. In 1922 keerde hij weer terug in Amsterdam. In 1929 vertrok hij definitief naar de Italiaanse stad Florence.